# Chamaecrista puccioniana
Chamaecrista puccioniana är en ärtväxtart som först beskrevs av Emilio Chiovenda, och fick sitt nu gällande namn av John Michael Lock. Chamaecrista puccioniana ingår i släktet Chamaecrista och familjen ärtväxter. Inga underarter finns listade i Catalogue of Life.